# Alteburg (Zell)

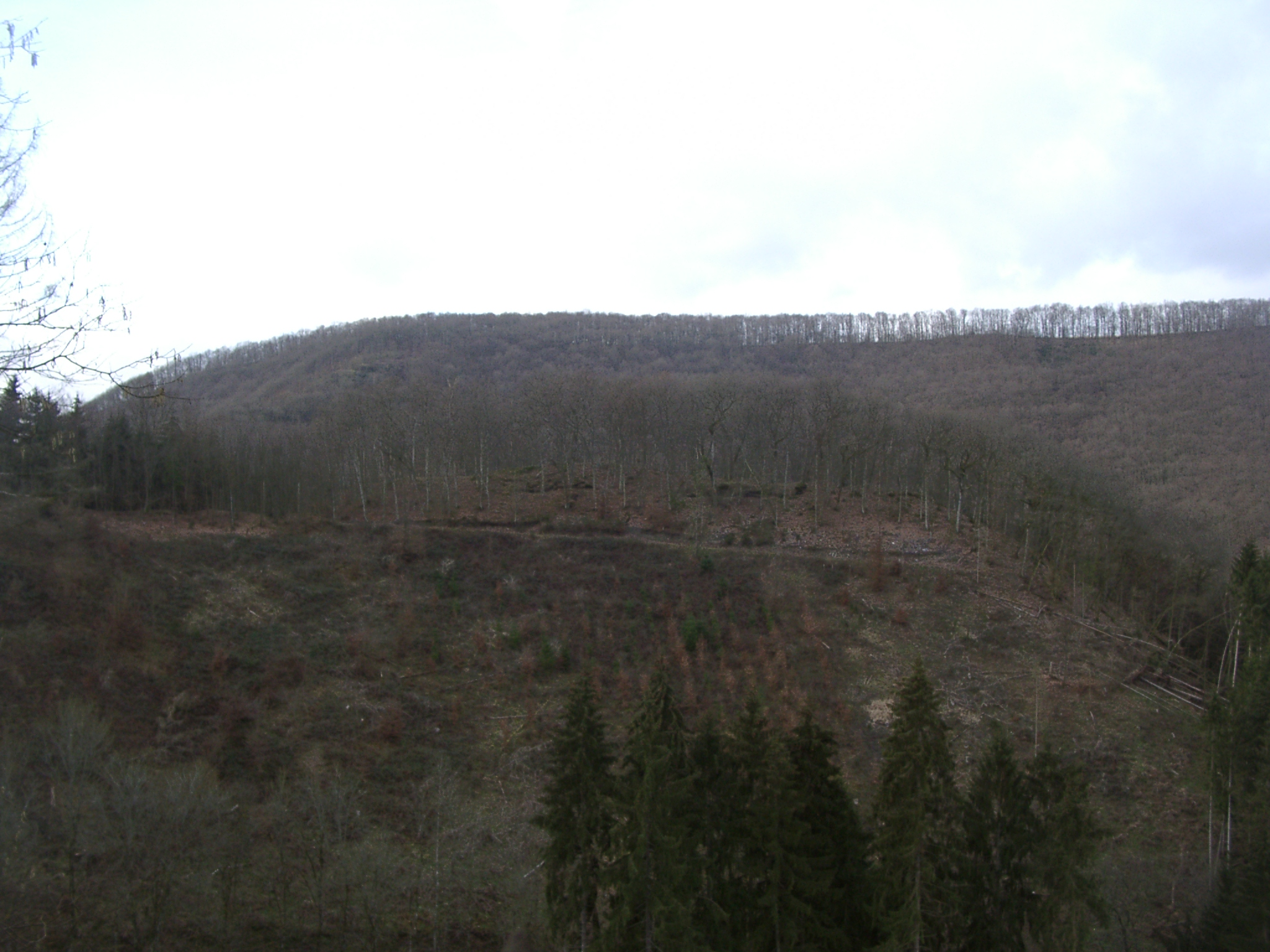
Gesamtansicht von Norden

Die Alteburg ist eine ehemalige spätrömische Bergbefestigung im Hunsrück. Sie liegt auf einem Bergsporn im Altlayer Bachtal zwischen Zell und Altlay.

## Lage
Die Anlage liegt über dem Tal auf einem Bergsporn, der von zwei Seiten vom Altlayer Bach und auf der dritten Seite von einem Nebenbach umflossen wird. Auf der anderen Seite des Tales mündet ein weiterer Seitenbach, der Peterswalder Bach, auch Walhausener Bach genannt. Die Talsohle der Bäche liegt bei 170 m über NN. Die Höhenlage der Festung reicht von etwa 240 m bis zu ihrem höchsten Punkt bei 246 m. Bergseitig im Südwesten ist sie über einen Sattel mit dem bis auf 400 m reichenden, bewaldeten Talhang verbunden. Der tiefste Punkt des Sattels liegt bei 236 m.
Die Alteburg liegt auf der Gemarkung Zell. Die Anlage ist frei zugänglich über einen Waldweg. Ausgangspunkt ist ein unbefestigter kleiner Parkplatz am westlichen Rand der Landstraße von Zell nach Altlay, etwa 600 m unterhalb der Einmündung der Straße von Peterswald.

## Beschreibung

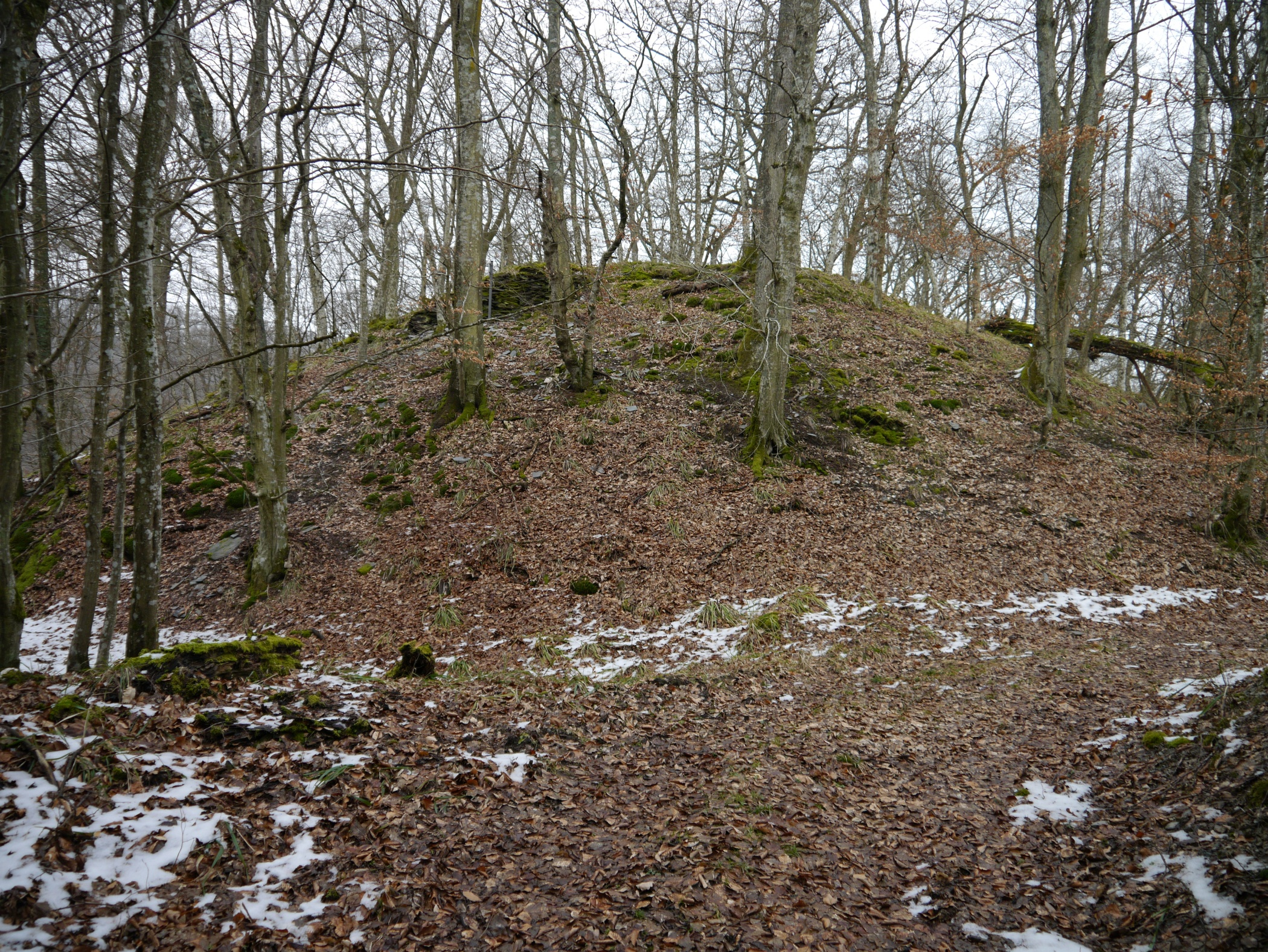
Alteburg zwischen Zell und Altlay - Profil

Die dreieckige Anlage ist auf einer Höhenlage von etwa 240 m, von einer etwa 300 m langen, heute zu einem großen Teil zusammengestürzten Trockenmauer aus Schiefer umgeben. Diese bezog auf der zum Tal reichenden Nordostecke auch bearbeitete Felsklippen mit ein. Die gesamte Anlage umfasst einen Raum von etwa 0,33 ha. Die Innenfläche war dicht bebaut, das durch die Anlage von Terrassen ermöglicht wurde. Auf der höchsten Stelle befinden sich noch die Reste eines quadratischen Gebäudes, möglicherweise eines Wachturmes. Außerdem konnte eine Zisterne nachgewiesen werden.
Der Zugang erfolgte von Südwesten der Bergseite, über den Sattel, dann entlang der Westflanke zum nordwestlich gelegenen Tor. Dieses war durch zwei sich überlappende Mauerenden mit einer Torgasse versehen. An seiner schmalsten Stelle hatte der Sattel eine Breite von rund 30 m. Insgesamt drei Gräben mit einer Breite von bis zu sechs Metern und einer Tiefe bis zu zwei Metern sowie eine versteilte Böschung von acht Meter Höhe schützten den Sattel vor Angreifern.

## Archäologische Befunde
Viele Münzen wurden im Laufe der Jahre auf dem Gelände der Alteburg gefunden. Zu erwähnen sind ein Doppelsesterz des Postumus sowie ein aus der Zeit zwischen 351 und 353 stammender Solidus des Magnentius. Darüber hinaus wurden mehrere Werkzeuge, Waffen, diverse Gerätschaften und Kleinteile aus Eisen und Bronze, außerdem etliche Glasscherben sichergestellt. Deren Zeitstellung lässt vermuten, dass die Anlage in der Mitte des 3. Jahrhunderts, zur Zeit der Aufgabe des obergermanischen Limes, angelegt wurde. Möglicherweise wurde dabei ältere, aus keltischer Zeit stammende Befestigungsreste verwendet.
275 oder 276 wurde die Anlage erstmals zerstört, wohl im Zusammenhang mit den damaligen Germaneneinfällen. Ab etwa 300 wurde sie erneut aufgesucht. Nach einer erneuten Zerstörung um 355 scheint der Platz nur noch sporadisch genutzt, um 390 endgültig aufgegeben worden zu sein.
Die Funde lassen vermuten, dass die Anlage nicht nur militärischen Zwecken diente, sondern dass in gewissem Umfang auch Ackerbau, Viehzucht, Handwerk und Metallverarbeitung betrieben wurden, also eher eine kleine, befestigte Siedlung war. Schlacken, Reste einer Eisenverarbeitung aus römischer Zeit, ein aus römischer Zeit stammender Stollen bei Altlay sowie weitere Siedlungsreste in unmittelbarer Umgebung der Befestigung und im Tal lassen einen direkten Zusammenhang der Anlage mit Erzbergbau und -verhüttung vermuten.